# نيكولاي نيكولايف
نيكولاي نيكولايف (مواليد 26 ديسمبر 1981) هو ممثل أسترالي، أشتهر لدوره في مسلسل ديرديفيل.

## وصلات خارجية
- نيكولاي نيكولايف على موقع IMDb (الإنجليزية)
- نيكولاي نيكولايف على موقع ألو سيني (الفرنسية)
- نيكولاي نيكولايف على موقع أول موفي (الإنجليزية)
- نيكولاي نيكولايف على موقع قاعدة بيانات الفيلم (الإنجليزية)
- نيكولاي نيكولايف على موقع كينوبويسك (الروسية)